# 1988 VT3
1988 VT3 är en asteroid i huvudbältet som upptäcktes den 14 november 1988 av de båda japanska astronomerna Seiji Ueda och Hiroshi Kaneda i Kushiro.
Asteroiden har en diameter på ungefär 4 kilometer.